# Grotesco
Grotesco é um estilo artístico inspirado nas decorações da Roma Antiga. A palavra é derivada do termo latino grotto, que significa gruta ou pequena caverna. A expressão grotesco surgiu no século XIV quando foram descobertos artefatos e ruínas soterradas em Roma, tais como corredores e salões do antigo complexo palacial Casa Dourada, uma construção requisitada pelo imperador Nero após o grande incêndio que consumiu boa parte da cidade em 64 d.C. (o qual se atribui a ele). Nesses espaços subterrâneos reabertos depois de quase mil e quinhentos anos foram descobertas imagens, figuras, estátuas compostas de pessoas ou deidades metade gente e metade animal ou metade figura mítica. A palavra grotesco passou a ser utilizada não somente em meios artísticos mas também em outras áreas como, por exemplo, na literatura e arquitetura.
O termo grotesco é também utilizado na literatura, referente à ênfase dos artistas parnasianos a figuras estranhas e bizarras, diferentes do que estão acostumadas a ver ou pensar.

## Estilo grotesco (pintura)
Os pintores da época visitavam as escavações para estudar as fantasiosas pinturas. Leonardo da Vinci executou desenhos chamados Cabeças Grotescas.
O estilo grotesco se caracteriza por figuras esguias e distorcidas sobre uma decoração geométrica e naturalista, num fundo geralmente branco. As figuras são muito coloridas, dando origem a cornicos (cornici), efeitos geométricos e outros, mas sempre mantendo certa leveza, pelo fato de neste gênero, o estilo ser minucioso, quase caligráfico.
A palavra grotesco adquiriu depois no idioma italiano e por difusão, também no idioma português, o sentido de bizarro ou ridículo, mas sem relação com as pinturas originais.